# Comuna Härryda
Härryda (Härryda kommun) este o comună din comitatul Västra Götalands län, Suedia, cu o populație de 35.732 locuitori (2013).

## Geografie

### Zone urbane
Lista celor mai mari zone urbane din comună (anul 2015) conform Biroului Central de Statistică al Suediei:
| Nr | Zona urbană        | Pop.   |
| -- | ------------------ | ------ |
| 1  | Mölnlycke          | 17.579 |
| 2  | Landvetter         | 8.839  |
| 3  | Hindås             | 2.901  |
| 4  | Rävlanda           | 1.522  |
| 5  | Härryda            | 1.146  |
| 6  | Hällingsjö         | 459    |
| 7  | Stora Bugärde      | 415    |
| 8  | Rya                | 365    |
| 9  | Nya Långenäs       | 339    |
| 10 | Eskilsby și Snugga | 251    |

## Demografie
| \| Evoluția demografică în comuna Härryda, 1970–2015 \| Evoluția demografică în comuna Härryda, 1970–2015 \| Evoluția demografică în comuna Härryda, 1970–2015 \| Evoluția demografică în comuna Härryda, 1970–2015 \| Evoluția demografică în comuna Härryda, 1970–2015 \| \| ----------------------------------------------------------------------------------------------------- \| ------------------------------------------------- \| ------------------------------------------------- \| ------------------------------------------------- \| ------------------------------------------------- \| \| An \| \| \| Locuitori \| \| \| 1970 \| 1970 \| \| 16003 \| 16003 \| \| 1975 \| 1975 \| \| 20741 \| 20741 \| \| 1980 \| 1980 \| \| 23195 \| 23195 \| \| 1985 \| 1985 \| \| 24784 \| 24784 \| \| 1990 \| 1990 \| \| 26541 \| 26541 \| \| 1995 \| 1995 \| \| 28612 \| 28612 \| \| 2000 \| 2000 \| \| 30276 \| 30276 \| \| 2005 \| 2005 \| \| 32049 \| 32049 \| \| 2010 \| 2010 \| \| 34463 \| 34463 \| \| 2015 \| 2015 \| \| 36651 \| 36651 \| \| Sursa: SCB - Statistika Centralbyrån, Folkmängd efter region, civilstånd, ålder och kön. År 1968–2016 \| \| \| \| \| |      |  |           |       |
| Evoluția demografică în comuna Härryda, 1970–2015 |      |  |           |       |
| An |      |  | Locuitori |       |
| 1970 | 1970 |  | 16003     | 16003 |
| 1975 | 1975 |  | 20741     | 20741 |
| 1980 | 1980 |  | 23195     | 23195 |
| 1985 | 1985 |  | 24784     | 24784 |
| 1990 | 1990 |  | 26541     | 26541 |
| 1995 | 1995 |  | 28612     | 28612 |
| 2000 | 2000 |  | 30276     | 30276 |
| 2005 | 2005 |  | 32049     | 32049 |
| 2010 | 2010 |  | 34463     | 34463 |
| 2015 | 2015 |  | 36651     | 36651 |
| Sursa: SCB - Statistika Centralbyrån, Folkmängd efter region, civilstånd, ålder och kön. År 1968–2016 |      |  |           |       |